# Владимир (Михейкин)
Архиепископ Владимир (в миру Виктор Викторович Михейкин; 11 сентября 1968, Петропавловск) — архиерей Казахстанского митрополичьего округа Русской православной церкви, архиепископ Петропавловский и Булаевский.

## Биография
Родился 11 сентября 1968 года в городе Петропавловске в семье служащих.
В 1985 году Окончил городскую среднюю школу № 21. В этом же году стал в СШ № 21 пионервожатым. С 1990 года трудился в той же школе в должности организатора внеклассной работы.
С 1988 года являлся прихожанином Храма всех святых города Петропавловска, а с 1990 — нёс послушание пономаря.
В 1991 году окончил Петропавловский педагогический институт им. К. Д. Ушинского по специальности «История».
В 1992 году, по рекомендации настоятеля храма протоиерея Иоанна Блохина, правящим епископом Чимкентским и Целиноградским Елевферием (Козорезом) рукоположён в сан диакона. 14 февраля 1993 года рукоположён в сан священника.
1 мая 1994 года награждён набедренником и камилавкой.
В 1996 году заочно поступил в Тобольскую Духовную семинарию, которую окончил 16 июня 2002 года.
7 апреля 1997 года награждён Наперсным крестом.
31 августа 1998 года был назначен настоятелем Храма Всех Святых города Петропавловска.
В сентябре 1995 года открыл при храме частную гимназию имени преподобного Сергия Радонежского, став её директором.
5 мая 2002 года по благословению Патриарха Московского и Всея Руси Алексия II возведён в сан протоиерея.
В 2002 году поступил в Православный Свято-Тихоновский гуманитарный Университет, который окончил в 2007 году со степенью бакалавра теологии.
С 2005 года по благословению правящего архиерея назначен председателем Епархиального отдела религиозного образования, катехизации и работе с молодёжью.
13 апреля 2007 года награждён палицей. А на Пасху 2011 года награждён наперсным крестом с украшениями.
25 февраля 2012 года по благословению епископа Гурия (Шалимова) назначен членом Епархиального Совета и заместителем председателя Епархиального суда Петропавловско-Булаевской епархии.

### Архиерейское служение
30 мая 2014 года решением Священного Синода Русской православной церкви избран епископом Петропавловским и Булаевским.
5 июня 2014 года в храме во имя святых мучениц Веры, Надежды, Любови и Софии в Москве пострижен в монашество с наречением имени Владимир архиепископом Наро-Фоминским Юстинианом.
7 июня в храме святых мучениц Веры, Надежды, Любови и Софии в Москве митрополитом Астанайским Александром возведён в сан архимандрита.
7 июня наречён во епископа в Тронном зале Патриарших покоев Троице-Сергиевой лавры.
8 июня 2014 года в Успенском соборе Троице-Сергиевой лавры рукоположён в сан епископа Петропавловского и Булаевского. Хиротонию совершили: Патриарх Кирилл, митрополит Астанайский и Казахстанский Александр (Могилёв), архиепископ Верейский Евгений (Решетников), архиепископ Биробиджанский и Кульдурский Иосиф (Балабанов), архиепископ Сергиево-Посадский Феогност (Гузиков), епископ Гурий (Шалимов), епископ Дмитровский Феофилакт (Моисеев), епископ Солнечногорский Сергий (Чашин), епископ Челябинский и Златоустовский Никодим (Чибисов).
6 мая 2022 года в Храме Христа Спасителя в Москве Патриархом Кириллом возведён в сан архиепископа в соответствии с пунктом 2.2.1 Положения о наградах, принятого Архиерейским Собором Русской Православной Церкви 2017 года.

## Награды
Церковные
- медаль «Алғыс» (21 июля 2011, «за труды на благо Русской Православной Церкви на благословенной Казахстанской Земле и в связи с 15-летием приходской школы»);
- медаль в честь 140-летия основания Туркестанской епархии (18 мая 2012);
- орден «За заслуги перед Православной Церковью Казахстана» (28 октября 2012);
- орден священномученика  Пимена, епископа Верненского (Казахстанский митрополичий округ) (2018 год).
- медаль в честь 100-летия страдальческой кончины священномученика Мефодия, епископа Петропавловского (2022 год)[9]
- Орден Преподобного Серафима Саровского III степени (11 сентября 2023) — во внимание к трудам и в связи с 55-летием со дня рождения[10]

Светские
- медаль Сарыбай би Айдос-Улы в честь 150-летия Узунагашской битвы (6 мая 2011, приказом Верховного атамана);
- медаль «Шапағат» (Милосердие) (Казахстан) (2018);
- медаль в честь 30-летия Независимости Республики Казахстан (2021).